# Bruce Harlan
Bruce Ira Harlan (* 2. Januar 1926 in Marple Newtown, Pennsylvania; † 22. Juni 1959 in Norwalk, Connecticut) war ein US-amerikanischer Wasserspringer, der 1948 Olympiasieger im Kunstspringen wurde.
Nach der High School schloss sich Harlan 1944 der US Navy an. Als Angehöriger des Ausbildungszentrums in Jacksonville, Florida gewann er den ersten seiner insgesamt acht AAU-Meistertitel. Nach Beendigung seines Militärdienstes studierte er an der Ohio State University und gewann insgesamt fünf NCAA-Titel. Bei den Olympischen Spielen 1948 in London gewann er den Wettbewerb im Kunstspringen. Im Turmspringen gewann er Silber hinter seinem Landsmann Samuel Lee.
Nach dem Ende seiner sportlichen Karriere wurde Harlan Trainer und gehörte ab 1954 zum Trainerstab der University of Michigan, der im Wasserspringen damals führenden US-Universität. Einer seiner Schüler war der spätere zweifache Olympiasieger Robert Webster. Dessen ersten Olympiasieg 1960 erlebte Bruce Harlan nicht mehr. Er starb 1959, als er nach einem Schauspringen beim Abbau des Sprungturms von einem Gerüst stürzte. Im Jahr 1973 wurde er in die Ruhmeshalle des internationalen Schwimmsports aufgenommen.